# Lothar Fuchs
Lothar „Lotte“ Fuchs (* 18. Juni 1941 in Georgenthal) ist ein ehemaliger deutscher Eishockeyspieler.

## Karriere
Fuchs nahm mit der Eishockeynationalmannschaft der DDR an der Eishockey-Weltmeisterschaft 1966 teil, wo er mit dem Team die Bronzemedaille errang. Bei den Olympischen Winterspielen 1968 in Grenoble nahm er ebenfalls teil.
Er spielte in den 1970er Jahren in der Oberliga und später noch in lokalen Ligen. Sein letztes Tor schoss er 1994 für Erfurt in der Landesliga Hessen.
1998 wurde er in die deutsche Eishockey-Hall-of-Fame aufgenommen.